# Carta Atlanticului

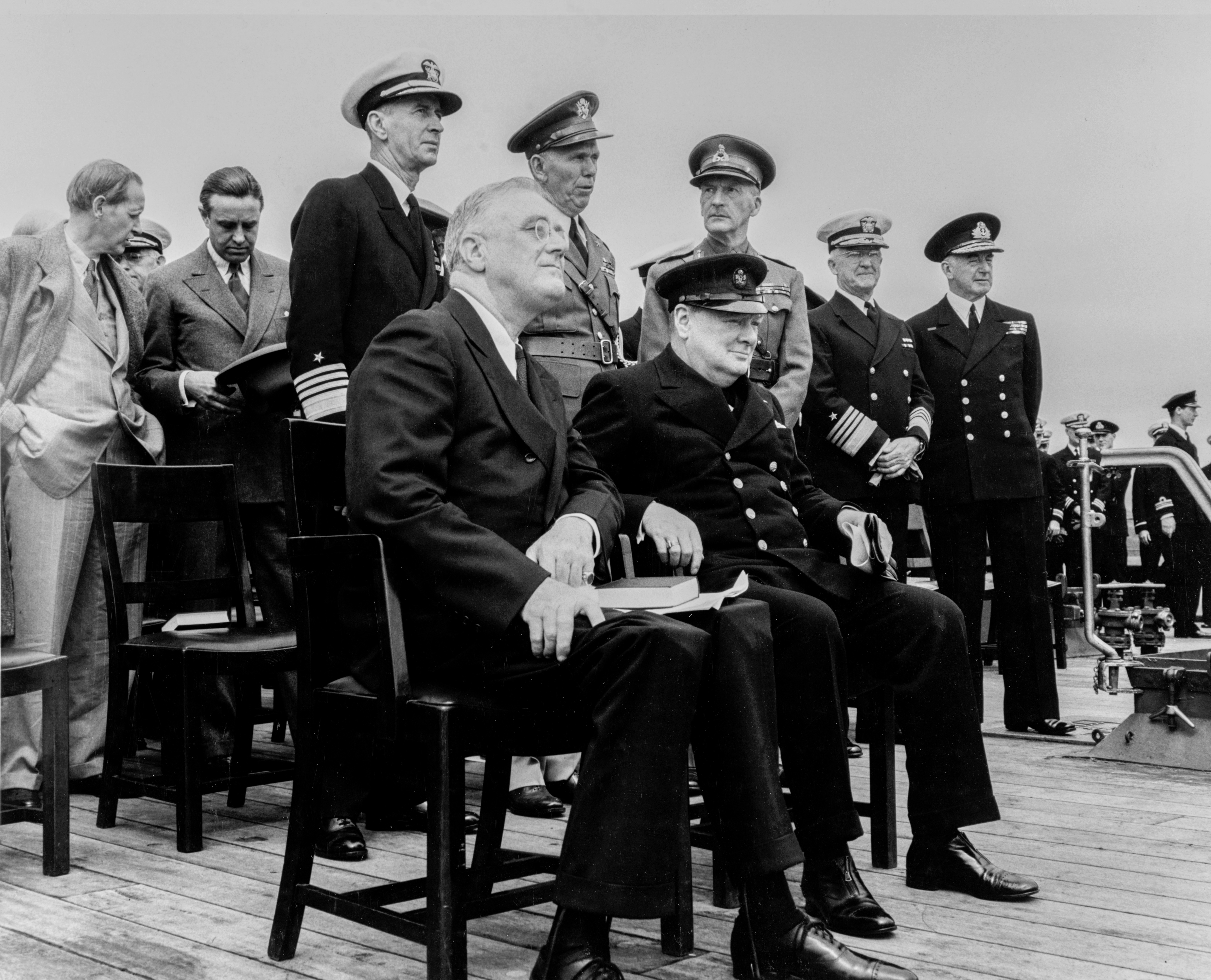
Întrunirea dintre Roosevelt și Churchill

Carta Atlanticului (în engleză Atlantic Charter) a fost un document semnat de președintele SUA, F. D. Roosevelt, și de premierul britanic, W. Churchill, la 14 august 1941, în timpul celui de-al Doilea Război Mondial.
Declarația stipula că cele două state nu urmăresc extinderea teritorială și proclama dreptul la autodeterminare al popoarelor care fuseseră lipsite de acest drept și a contribuit la consolidarea coaliției antihitleriste.
Participanți la conferință au fost:
Delegatia Americana:
Franklin D. Roosvelt, Președintele.
Ernest J.King, Amiral
George Marshall, faimos General, ambasador în China din 1945 până în 1947. 
Harry Hopkins, Consilier Prezidențial. 
Wiliam A. Harriman- Faimos diplomat, ambasador în Uniunea Sovietică între 1943 și 1946 și Ambasador în Regatul Unit între aprilie și octombrie în 1946. 

Delegația Britanică:
Prim-ministrul și Ministril Apărării, Winston Churchill
Guvernatorul Newfoundland, Humphrey Walwyn 
Amiralul Flotei, Dudley Pound 
Ministru al Inforamției în 1918,Minsitru al Producerii de Avioane între 1940 și 1941, ministrul Producerii pentru război în februarie 1942,  Ministrul Furnizări, Lordul Beaverbrook. 

Conferința a avut loc în Dominionul Britanic Newfoundland.
Franklin Delano-Roosvelt a cerut Marii Britanii să renunțe la stăpânirile ei coloniale, Roosvelt considera că Imperialismul și Colonialismul sunt ideologii învechite care trebuie să fie înlocuite de ideile "moderne" avute de acesta. 
Toate deciziile luate acolo au fost aprobate de Consiliul Suprem Aliat și de nou-formata Organizație a Națiunilor Unite. 